# Chapalichthys
Chapalichthys is een geslacht van straalvinnige vissen uit de familie van de levendbarende tandkarpers (Goodeidae).

## Soorten
- Chapalichthys encaustus (Jordan & Snyder, 1899)
- Chapalichthys pardalis Álvarez, 1963
- Chapalichthys peraticus Álvarez, 1963